# Fragaria iturupensis
Fragaria iturupensis ist eine Wildart aus der Gattung der Erdbeeren (Fragaria), die bisher nur auf einem Berghang der Kurileninsel Iturup gefunden wurde. Diese Art wurde 1973 erstbeschrieben, mit oktoploidem Chromosomensatz. Die 2003 am gleichen Standort gesammelten Exemplare erwiesen sich später als dekaploid. Der Ploidiegrad ist in beiden Fällen für eine nichtamerikanische Wildart ungewöhnlich.

## Beschreibung
Fragaria iturupensis wächst in einer lockeren Rosette. Die Pflanze vermehrt sich vegetativ durch sympodiale Ausläufer, die in den Achseln der ersten Vorblätter jedoch unverzweigt bleiben. Die Ausläufer sind rot gefärbt und tragen an der Spitze eine anliegende Behaarung.
Die Blätter sind annähernd oval bis keilförmige, matt blaugrün gefärbt und nur bis zur Hälfte gezähnt. Die Blattoberseite ist weitgehend glatt und nur vereinzelt mit langen Haaren besetzt, ebenso die Nervatur der Blattunterseite. Die Blattstiele sind dicht behaart und schwach rötlich überhaucht.
Die Blütenstände sind im unteren Teil dicht abstehend und darüber aufsteigend-anliegend behaart; sie ragen während der Blüte nicht über die Rosette hinaus, verlängern sich anschließend aber etwas. Die zwei bis vier Blüten stehen an behaarten Blütenstielen. Der Kelch steht nach der Blüte waagerecht bis zurückgeschlagen, zur Reife ist er vollständig zurückgeschlagen. Die zwittrigen Blüten haben einen Durchmesser von 16 bis 20 Millimeter und bestehen aus fünf weißen, verkehrt-eiförmigen bis rundlichen Kronblättern, die einander nicht überlappen. 
Die sich aus dem Blütenboden bildenden fleischigen Scheinfrüchte sind bei der Reife rund bis abgeflacht rund bei einem Durchmesser von rund 1,4 Zentimeter. Sie sind außen hell- bis dunkelrot und glänzend mit saftigem, blassrotem Fruchtfleisch, die Nüsschen stehen vollständig hervor.

## Cytologie
Eine oktoploide Fragaria iturupensis besitzt (8x7=) 56 Chromosomen und stellt damit die einzige außerhalb des amerikanischen Kontinents vorkommende Erdbeer-Wildart mit diesem Ploidiegrad dar; die weltweit angebauten Kultursorten der Gartenerdbeere (Fragaria ×ananassa) sind ebenfalls oktoploid. Der dekaploide Genotyp von Fragaria iturupensis hat (10x7=) 70 Chromosomen.

## Verbreitung

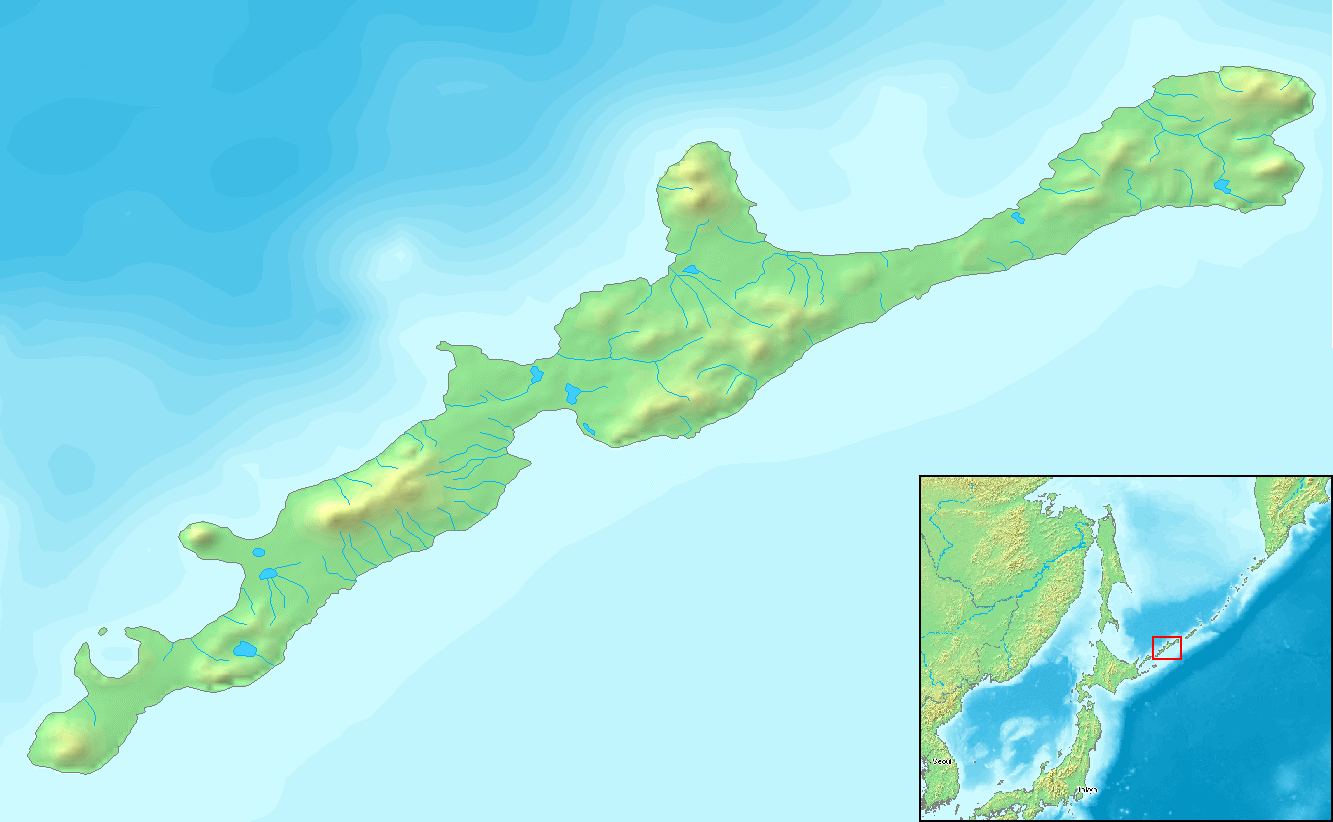
Die Insel Iturup und ihre Lage

Die Art ist stark endemisch, die einzigen bekannten Vorkommen finden sich auf der Kurilen-Insel Iturup in Höhenlagen über 600 Meter auf den Osthängen des Vulkans Atsonupuri. Die Böden dort sind steinig-sandig.

## Botanische Geschichte und Systematik
Erste Sammlungen der Art wurden 1968 dem deutschen Botaniker Günter Staudt überlassen, der sie 1973 erstbeschrieb, das Art-Epitheton verweist auf den Fundort. Staudt zog eine Verwandtschaft mit den amerikanischen oktoploiden Arten der Gattung zwar in Betracht, sah aber noch weiteren Forschungsbedarf. In einer molekulargenetischen Untersuchung aus dem Jahr 2000 konnte die Art nicht berücksichtigt werden, da kein untersuchbares Material vorlag. Erst 2003 konnte ein amerikanisches Team die Bestände wiederfinden.

## Nachweise
- Günter Staudt: Fragaria iturupensis, eine neue Erdbeerart aus Ostasien. In: Willdenowia, Bd. 7, H. 1, 1973, S. 101–104
- K. E. Hummer, A. Sabitov, T. Davis: Iturup And Sakhalin Island Strawberries. In: Hortscience 40(4): 1127, 2005, Abstract.